# Xerencyrtus compactus
Xerencyrtus compactus är en stekelart som beskrevs av Trjapitzin 1972. Xerencyrtus compactus ingår i släktet Xerencyrtus och familjen sköldlussteklar.
Artens utbredningsområde är:
- Algeriet.
- Mongoliet.
- Turkmenistan.
- Tadzjikistan.
- Uzbekistan.

Inga underarter finns listade i Catalogue of Life.